# 科伯克谷國家公園

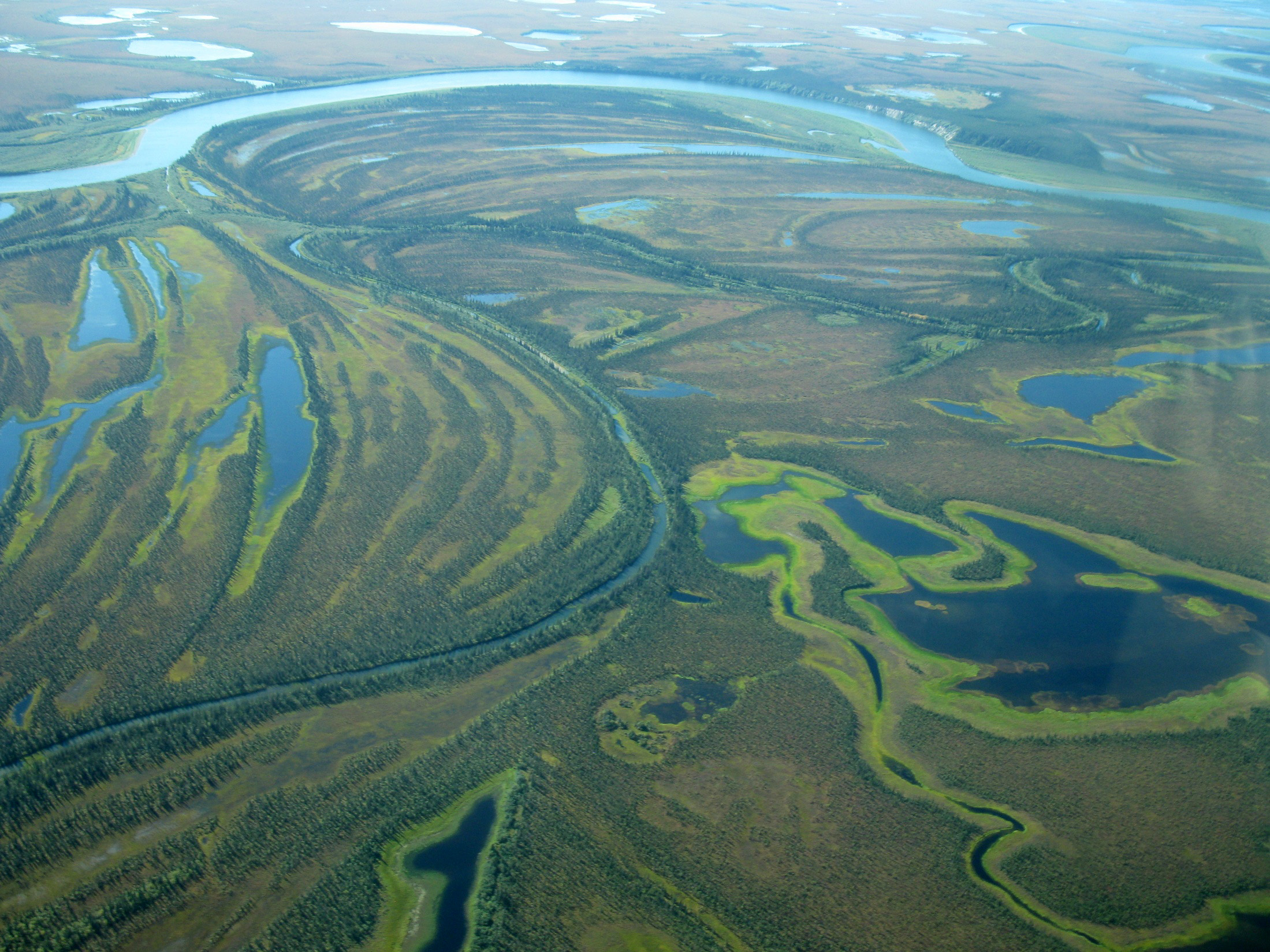
科伯克谷國家公園

科伯克谷國家公園（英語：Kobuk Valley National Park）是位於美國阿拉斯加州西北部，北極圈以北約40公里（25英里）處的一個國家公園。科伯克谷國家公園設立於1980年12月2日，以科伯克谷沙丘和馴鹿的移動路線而聞名。科伯克谷國家公園的面積達7,084.9平方公里，和特拉華州的面積相當。北極門國家公園位於科伯克谷國家公園以西約50公里（32英里）處。科伯克谷國家公園也是美國的國家公園中遊客數最少的國家公園。

## 外部連結
- 官方網站 （页面存档备份，存于）